# Naser Ghofranifar
Naser Ghofranifar, född 23 oktober 1950, är en svensk skådespelare.

## Filmografi
- 1992 – Pappas fiol har ont
- 1999 – De utbytbara
- 2000 – Före stormen
- 2001 – Busken